# Alfons Schepers

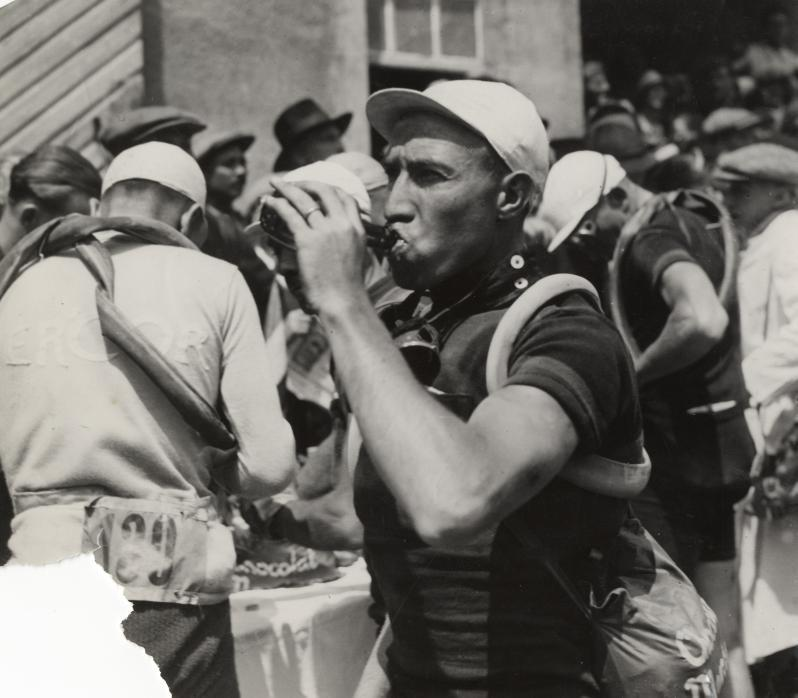
Alfons Schepers während der „Tour de France“ 1933

Alfons Schepers (* 27. August 1907 in Neerlinter; † 1. Dezember 1984 in Tienen) war ein belgischer Radrennfahrer.
Alfons Schepers war einer der erfolgreichsten belgischen Rennfahrer der 1930er Jahre. Dreimal gewann er Lüttich–Bastogne–Lüttich (1929, 1931 und 1935). 1930 belegte er den ersten Platz bei der Flandern-Rundfahrt (Unabhängige). Im Jahr darauf wurde er Belgischer Meister im Straßenrennen und Vize-Meister im Querfeldein-Rennen. 1932 gewann er das Rennen Paris-Belfort und belegte bei Bordeaux–Paris den dritten Platz. 1933 gewann Schepers die erste Auflage von Paris–Nizza und die Flandern-Rundfahrt. 1934 siegte er im Eintagesrennen Paris–Rennes.
Viermal nahm Schepers an der Tour de France teil, zweimal belegte er den 18. Platz, 1931 und 1933. 1931 erreichte er als Erster den Aufstieg zum Col d’Aubisque, 1933 wurde er Dritter der Bergwertung. Zweimal kam er nicht in Paris an. Bei den UCI-Straßen-Weltmeisterschaften 1933 im französischen Montlhéry belegte er Platz fünf.
Nach seinem dritten Sieg bei Lüttich–Bastogne–Lüttich bekam Schepers Depressionen und wollte mit dem Radsport aufhören, konnte sich jedoch noch einmal motivieren. 1936 nahm er an der Vuelta a España teil, gewann drei Etappen und wurde Siebter in der Gesamtwertung. 1937 gewann er die Ronde van Limburg. Anschließend beendete er seine Radsport-Karriere endgültig und ließ sich als Obstbauer in Tienen nieder.